# Kolonjë (huyện)
Kolonjë là một quận thuộc hạt Korçë, Albania. Quận này có diện tích 805 km² và dân số năm 2002 là 17179 người, mật độ 21 người/km².